# Palkijaurs naturreservat
Palkijaurs naturreservat är ett naturreservat i Jokkmokks kommun i Norrbottens län.
Området är naturskyddat sedan 2019 och är 0,2 kvadratkilometer stort. Reservatet ligger söder om byn Palkijaur och sjön Bálggejávre. Reservatet består av gammelskog med mycket tall kring Gáddejávre.  